# Lijst van voetbalinterlands Congo-Brazzaville - Sao Tomé en Principe
Deze lijst van voetbalinterlands is een overzicht van alle officiële voetbalwedstrijden tussen de nationale teams van Congo-Brazzaville en Sao Tomé en Principe. De landen speelden tot op heden drie keer tegen elkaar. De eerste ontmoeting was een vriendschappelijk duel op 12 november 1999, tijdens een toernooi in Libreville (Gabon). De laatste confrontatie, een kwalificatiewedstrijd voor het Wereldkampioenschap voetbal 2014, vond plaats in Pointe-Noire op 15 november 2011.

## Wedstrijden
| № | Plaats       | Datum            | Competitie           | Wedstrijd                                | Uitslag |
| - | ------------ | ---------------- | -------------------- | ---------------------------------------- | ------- |
| 1 | Libreville   | 12 november 1999 | Vriendschappelijk    | Congo-Brazzaville – Sao Tomé en Principe | 1 – 0   |
| 2 | Sao Tomé     | 11 november 2011 | WK 2014 kwalificatie | Sao Tomé en Principe − Congo-Brazzaville | 0 − 5   |
| 3 | Pointe-Noire | 15 november 2011 | WK 2014 kwalificatie | Congo-Brazzaville − Sao Tomé en Principe | 1 − 1   |

## Samenvatting
| Competitie        | Totaal gespeeld | Winst Congo-Brazz. | Gelijk | Winst Sao Tomé en Principe | Doelsaldo Congo-Brazz. – Sao Tomé en Principe |
| ----------------- | --------------- | ------------------ | ------ | -------------------------- | --------------------------------------------- |
| WK-kwalificatie   | 2               | 1                  | 1      | 0                          | 6 − 1                                         |
| Vriendschappelijk | 1               | 1                  | 0      | 0                          | 1 − 0                                         |
| Totaal            | 3               | 2                  | 1      | 0                          | 7 − 1                                         |

Wedstrijden bepaald door strafschoppen worden, in lijn met de FIFA, als een gelijkspel gerekend.
FCF · 
Vrouwenelftal van Congo-Brazzaville
1960–1969 ·
1970–1979 ·
1980–1989 ·
1990–1999 ·
2000–2009 ·
2010–2019 ·
2020−2029
1960 ·
1961 ·
1962 ·
1963 ·
1964 · 
1965 ·
1966 · 
1967 ·
1968 · 
1969 ·
1970 · 
1971 ·
1972 · 
1973 ·
1974 · 
1975 · 
1976 ·
1977 · 
1978 ·
1979 ·
1979 · 
1980 ·
1980 · 
1981 ·
1982 ·
1983 ·
1984 · 
1985 ·
1986 · 
1987 ·
1988 · 
1989 ·
1990 · 
1991 ·
1992 · 
1993 ·
1994 · 
1995 ·
1996 · 
1997 ·
1998 · 
1999 ·
2000 · 
2001 ·
2002 · 
2003 ·
2004 · 
2005 · 
2006 ·
2007 · 
2008 ·
2009 · 
2010 · 
2011 ·
2012 · 
2013 · 
2014 ·
2015 ·
2016 ·
2017 ·
2018 ·
2019 ·
2020 ·
2021 ·
2022 ·
2023
Algerije ·
Angola ·
Benin ·
Burkina Faso ·
Burundi ·
Canada ·
Centraal-Afrikaanse Republiek ·
Congo-Kinshasa ·
Egypte ·
Equatoriaal-Guinea ·
Ethiopië ·
Gabon ·
Gambia ·
Ghana ·
Guinee ·
Guinee-Bissau ·
Ivoorkust ·
Kaapverdië ·
Kameroen ·
Kenia ·
Liberia ·
Libië ·
Madagaskar ·
Malawi ·
Mali ·
Marokko ·
Mauritanië ·
Mauritius ·
Mozambique ·
Namibië ·
Niger ·
Nigeria ·
Noord-Korea ·
Oeganda ·
Rwanda ·
Sao Tomé en Principe ·
Saoedi-Arabië ·
Senegal ·
Sierra Leone ·
Soedan ·
Swaziland ·
Tanzania ·
Thailand ·
Togo ·
Tsjaad ·
Tunesië ·
Zambia ·
Zimbabwe ·
Zuid-Afrika ·
Zuid-Soedan
FSF · 
Santomees vrouwenelftal
Interlands
Tegenstander:
Angola ·
Benin ·
Centraal-Afrikaanse Republiek ·
Congo-Brazzaville ·
Equatoriaal-Guinea ·
Ethiopië ·
Gabon ·
Ghana ·
Guinee-Bissau ·
Kaapverdië ·
Kameroen ·
Lesotho ·
Liberia ·
Libië ·
Madagaskar ·
Malawi ·
Marokko ·
Mauritius ·
Namibië ·
Nigeria ·
Oeganda ·
Sierra Leone ·
Soedan ·
Togo ·
Tsjaad ·
Tunesië ·
Zuid-Afrika ·
Zuid-Soedan